# Jesuítas
Jesuítas är en kommun i Brasilien.   Den ligger i delstaten Paraná, i den södra delen av landet, 1 100 km sydväst om huvudstaden Brasília. Antalet invånare är 9 001.
Trakten runt Jesuítas består till största delen av jordbruksmark. Runt Jesuítas är det ganska glesbefolkat, med 31 invånare per kvadratkilometer.